# Luis Sica Bergara
Luis Alfredo Sica Bergara ist ein uruguayischer Botschafter und Diplomat.

## Leben
Bergara schloss ein Studium der Rechtswissenschaften ab und ist seit 1980 Professor für Völkerrecht und Internationale Beziehungen in Montevideo an der Universidad de la República (UdelaR). Er war uruguayischer Geschäftsträger im Iran während der Phase des ersten Golfkrieges.
In Rom war er sodann Nachrückdelegierter ("Delegado Alterno") bei der Ernährungs- und Landwirtschaftsorganisation der Vereinten Nationen (FAO). In Kambodscha übernahm er für die UNO eine Funktion als Wahlbeobachter ("Oficial Electoral") bei den dortigen Wahlen. Auch hatte er das Amt des uruguayischen Generalkonsuls im argentinischen Rosario inne. Nach zwei Jahren des Wirkens im diplomatischen Diensts Uruguays in Polen schloss sich seit Dezember 2006 bis ins Jahr 2010 eine Tätigkeit als uruguayischer Botschafter bei der Europäischen Union in Brüssel sowie als Botschafter Uruguays in Belgien und Luxemburg an.
Als Buchautor verfasste er das Werk "El cuenta de la diplomacia".
Am 23. Dezember 2013 erhielt er das Exequatur als Generalkonsul in Los Angeles.